# Ljubiša Rajić
Ljubiša Rajić (limba sârbă: Љубиша Рајић, n. 1947, d. 4 iunie 2012) a fost un filolog, scriitor și traducător sârb.
Rajić și-a luat examenul de hovedfag în 1975 în limbi nordice și literatură nordică la Universitatea de la Oslo. Ulterior și-a luat masteratul și doctoratul la Universitatea de la Belgrad. 
Profesor la Universitatea de la Belgrad, Rajić a fost specialist în literaturile scandinave, din care a tradus multe opere în limba sârbă. 
În 2000 a publicat în limba norvegiană cartea Dagbok fra Beograd („Jurnalul de la Belgrad”), o culegere de corespondețe pentru ziarul norvegian Dagbladet din timpul bombardamentelor NATO asupra Serbiei din 1999. 

## Premii și distincții
- Cavaler cl. I al Ordinului de Merit al Norvegiei (2009)[3]
- Membru al Academiei Norvegiene de Științe și Litere[4]
- Premiul „Fritt Ords Honnør” (2007)[5]